# L'Isolement
L'Isolement est un poème de Lamartine paru dès la première publication des Méditations poétiques en 1820,.
Parmi les vingt-quatre poèmes qui composent le recueil, L'Isolement (dont le vers « Un seul être vous manque et tout est dépeuplé ») est un des plus connus et des plus caractéristiques de la nouvelle sensibilité qui s'y déploie. Julie Charles, l'amante du poète, a été emportée prématurément par une tuberculose en 1817. Lamartine s'abandonne à son chagrin dans une élégie qui témoigne du « mal de vivre » et d'une rêverie mélancolique.

## Utilisation dans d'autres œuvres
Les célèbres vers susmentionnés sont inclus dans les paroles de la chanson Vanina interprétée par Dave.